# Ella Grasso

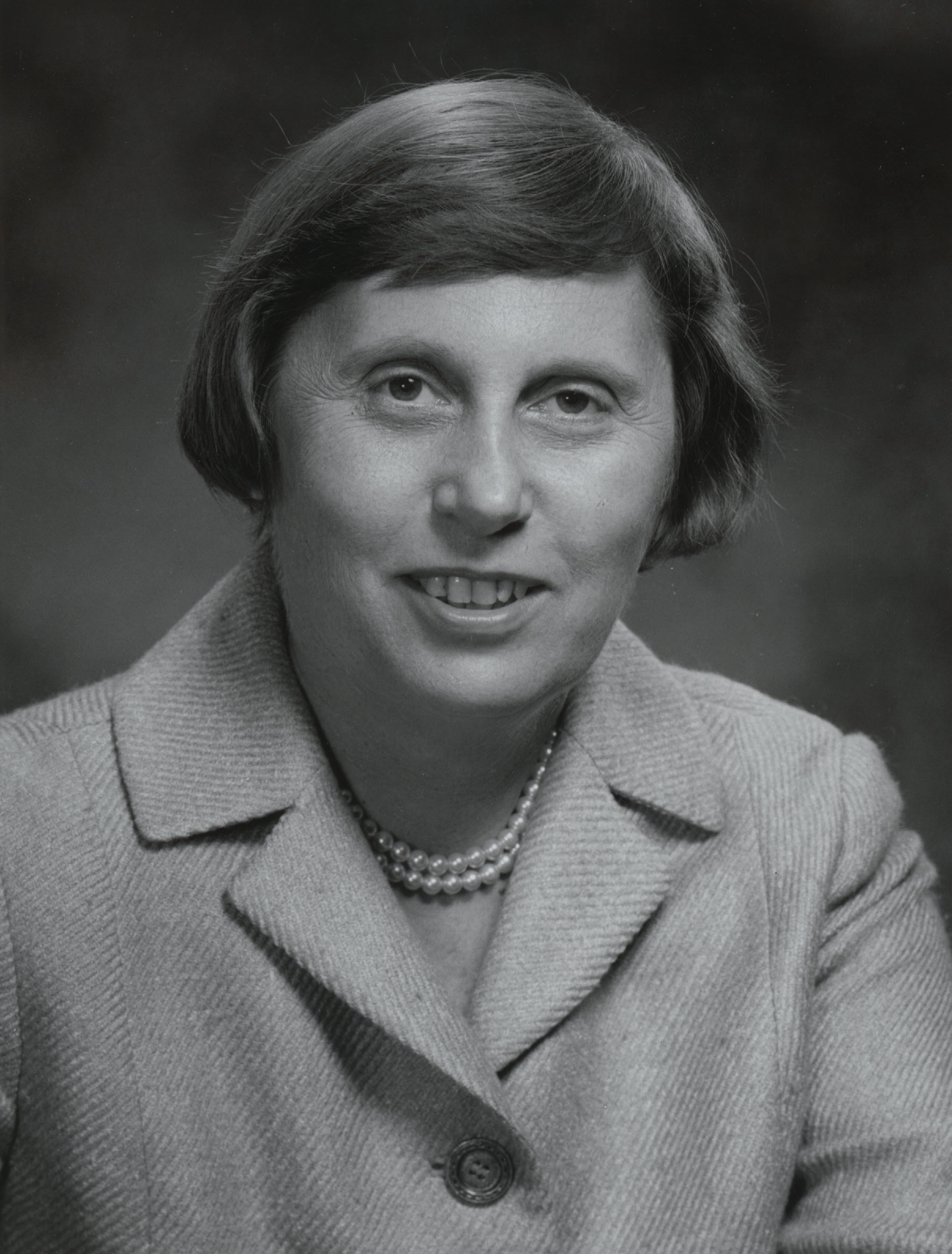

Ella Rosa Giovianna Oliva Grasso z domu Tambussi (ur. 10 maja 1919, zm. 5 lutego 1981) – amerykańska polityczka, członkini Partii Demokratycznej. Pełniła urząd 83 gubernatora stanu Connecticut w latach 1975-1980. Była pierwszą w historii USA kobietą wybraną na urząd gubernatora stanowego (poprzednie trzy kobiety-gubernatorzy odziedziczyły te stanowiska jako wdowy po gubernatorach). W 1975 znalazła się w grupie amerykańskich kobiet, które magazyn Time uhonorował tytułem "Człowieka Roku".